# Asasinarea lui Armand Călinescu
Armand Călinescu, cel de-al 39-lea prim-ministru al României, a fost asasinat la data de 21 septembrie 1939, la vârsta de 46 de ani, în București, de către membrii ai Gărzii de Fier, la ordinul lui Horia Sima. La acel moment Sima se afla la Steglitz și devenise de aproape un an lider al mișcării, abandonând politica de vigilență a lui Corneliu Zelea Codreanu. 
Călinescu supraviețuise deja câtorva atentate la viața sa. Fusese atacat în trecut în timp ce se afla la Ateneu și pe un pod de peste Dâmbovița. Niciunul dintre aceste cazuri nu fusese cercetat de poliție. Călinescu se afla în vizorul Gărzii ca urmare a colaborării sale cu Dictatura Carlistă a Regelui Carol al II-lea, alături de alții precum Nicolae Titulescu, Dinu Brătianu și generalul Gabriel Marinescu.